# Albert Ferrer
Albert Ferrer Llopis (Barcellona, 6 giugno 1970) è un allenatore di calcio ed ex calciatore spagnolo.
Cresciuto nel Barcellona, dal 1991 fece parte del Dream Team allenato da Johan Cruyff della prima metà degli anni novanta, vincendo numerosi trofei. Nel 1998 passò al Chelsea, dove chiuse la carriera giocando fino al 2003.

## Carriera

### Giocatore

#### Club

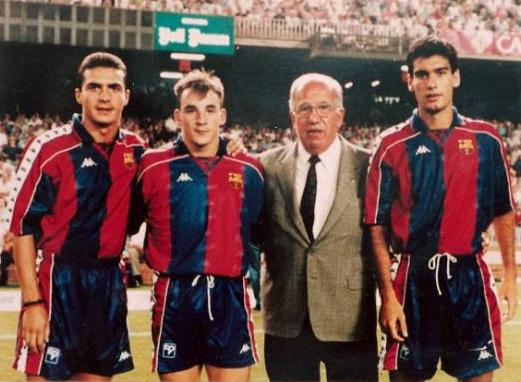
Guillermo Amor, Ferrer e Pep Guardiola al Barcellona nella stagione 1992-1993

Difensore arcigno ma corretto, Chapi comincio la sua carriera nel Barcellona Atlètic, per poi andare in prestito al Tenerife. Tornò al Barcellona nel 1990, affermandosi negli otto anni successivi come titolare del reparto destro della difesa blaugrana. La squadra catalana vinse molto in quel periodo: cinque campionati spagnoli, una Champions League (1992), una Coppa delle Coppe (1997), due Coppe del Re, quattro Supercoppe di Spagna e due Supercoppe europee. Ha conquistato 17 trofei ufficiali (i 15 già citati più due Coppe di Catalogna nel 1991 e nel 1993) con la maglia del Barça, al pari di José Ramón Alexanko: nella classifica dei Barcelonistas più vittoriosi i due si piazzano al secondo posto, dietro solo a Guillermo Amor (19 titoli).
Nel giugno 1998 Ferrer venne ceduto al Chelsea per 2,2 milioni di sterline. Si ambientò bene, aiutando i Blues già nella prima stagione a qualificarsi per la loro prima Champions League di sempre. L'anno dopo il Chelsea vinse la FA Cup (anche se Ferrer non giocò la finale a causa di un infortunio), raggiungendo i quarti di finale di Champions League. Nel cammino europeo lo spagnolo prese parte a 14 dei 16 match della squadra, segnando la sua prima e unica rete per il Chelsea nella vittoria per 2-0 sul Hertha Berlino (prima fase, girone H con Milan e Galatasaray).
Diversi infortuni e il turnover attuato dall'allenatore Gianluca Vialli ridussero le opportunità di Ferrer nella stagione successiva, cosicché poté giocare solo 14 partite. Nel 2002 la squadra raggiunse nuovamente la finale di FA Cup (altra finale che Ferrer non giocò, stavolta non essendo stato convocato). Dovendo fronteggiare la competizione di giovani difensori e le preferenze del tecnico, Ferrer negli ultimi due anni al Chelsea giocò solo sette gare, abbandonando l'attività nel maggio 2003, al termine del contratto. In totale giocò 113 partite per il Chelsea.

#### Nazionale
Per otto anni fu nazionale spagnolo sotto la guida del CT Javier Clemente. Prese parte al campionato d'Europa 1992, al campionato del mondo 1994 e al campionato del mondo 1998, saltando il campionato d'Europa 1996 per infortunio. Nel 1992 vinse la medaglia d'oro con la Nazionale spagnola alle Olimpiadi di Barcellona.

### Allenatore
La prima esperienza da tecnico inizia il 28 ottobre 2010 quando viene assunto dal Vitesse in sostituzione di Theo Bos. Al termine della stagione, dopo aver evitato la retrocessione della squadra, non viene riconfermato. Rimane inattivo fino al 17 febbraio 2014, quando viene assunto alla guida del Cordoba, in Segunda División, riuscendo nell'impresa di centrare la promozione nella Primera División (Spagna), ottenuta ai play-off ai danni del Las Palmas. La stagione successiva inizia nella Primera División fino all'ottava giornata quando viene esonerato e sostituito in panchina da Miroslav Djukic. Il 20 giugno 2015 diventa il nuovo allenatore del Maiorca.
A dicembre 2015 viene sollevato dall'incarico.

## Statistiche

### Cronologia presenze e reti in nazionale
| Cronologia completa delle presenze e delle reti in nazionale ― Spagna | Cronologia completa delle presenze e delle reti in nazionale ― Spagna | Cronologia completa delle presenze e delle reti in nazionale ― Spagna | Cronologia completa delle presenze e delle reti in nazionale ― Spagna | Cronologia completa delle presenze e delle reti in nazionale ― Spagna | Cronologia completa delle presenze e delle reti in nazionale ― Spagna | Cronologia completa delle presenze e delle reti in nazionale ― Spagna | Cronologia completa delle presenze e delle reti in nazionale ― Spagna |
| Data                                                                  | Città                                                                 | In casa                                                               | Risultato                                                             | Ospiti                                                                | Competizione                                                          | Reti                                                                  | Note                                                                  |
| --------------------------------------------------------------------- | --------------------------------------------------------------------- | --------------------------------------------------------------------- | --------------------------------------------------------------------- | --------------------------------------------------------------------- | --------------------------------------------------------------------- | --------------------------------------------------------------------- | --------------------------------------------------------------------- |
| 4-9-1991                                                              | Oviedo                                                                | Spagna                                                                | 2 – 1                                                                 | Uruguay                                                               | Amichevole                                                            | -                                                                     | 48’                                                                   |
| 9-9-1992                                                              | Santander                                                             | Spagna                                                                | 1 – 0                                                                 | Inghilterra                                                           | Amichevole                                                            | -                                                                     |                                                                       |
| 23-9-1992                                                             | Riga                                                                  | Lettonia                                                              | 0 – 0                                                                 | Spagna                                                                | Qual. Mondiali 1994                                                   | -                                                                     |                                                                       |
| 14-10-1992                                                            | Belfast                                                               | Irlanda del Nord                                                      | 0 – 0                                                                 | Spagna                                                                | Qual. Mondiali 1994                                                   | -                                                                     |                                                                       |
| 18-11-1992                                                            | Siviglia                                                              | Spagna                                                                | 0 – 0                                                                 | Irlanda                                                               | Qual. Mondiali 1994                                                   | -                                                                     |                                                                       |
| 16-12-1992                                                            | Siviglia                                                              | Spagna                                                                | 5 – 0                                                                 | Lettonia                                                              | Qual. Mondiali 1994                                                   | -                                                                     | 63’                                                                   |
| 27-1-1993                                                             | Las Palmas                                                            | Spagna                                                                | 1 – 1                                                                 | Messico                                                               | Amichevole                                                            | -                                                                     |                                                                       |
| 24-2-1993                                                             | Siviglia                                                              | Spagna                                                                | 5 – 0                                                                 | Lituania                                                              | Qual. Mondiali 1994                                                   | -                                                                     |                                                                       |
| 31-3-1993                                                             | Copenaghen                                                            | Danimarca                                                             | 1 – 0                                                                 | Spagna                                                                | Qual. Mondiali 1994                                                   | -                                                                     | 30’                                                                   |
| 28-4-1993                                                             | Siviglia                                                              | Spagna                                                                | 3 – 1                                                                 | Irlanda del Nord                                                      | Qual. Mondiali 1994                                                   | -                                                                     |                                                                       |
| 2-6-1993                                                              | Vilnius                                                               | Lituania                                                              | 0 – 2                                                                 | Spagna                                                                | Qual. Mondiali 1994                                                   | -                                                                     | 30’                                                                   |
| 13-10-1993                                                            | Dublino                                                               | Irlanda                                                               | 1 – 3                                                                 | Spagna                                                                | Qual. Mondiali 1994                                                   | -                                                                     |                                                                       |
| 17-11-1993                                                            | Siviglia                                                              | Spagna                                                                | 1 – 0                                                                 | Danimarca                                                             | Qual. Mondiali 1994                                                   | -                                                                     |                                                                       |
| 23-3-1994                                                             | Valencia                                                              | Spagna                                                                | 0 – 1                                                                 | Croazia                                                               | Amichevole                                                            | -                                                                     |                                                                       |
| 2-6-1994                                                              | Tampere                                                               | Finlandia                                                             | 1 – 2                                                                 | Spagna                                                                | Amichevole                                                            | -                                                                     |                                                                       |
| 10-6-1994                                                             | Montréal                                                              | Canada                                                                | 0 – 2                                                                 | Spagna                                                                | Amichevole                                                            | -                                                                     | 57’                                                                   |
| 17-6-1994                                                             | Dallas                                                                | Corea del Sud                                                         | 2 – 2                                                                 | Spagna                                                                | Mondiali 1994 - 1º turno                                              | -                                                                     |                                                                       |
| 21-6-1994                                                             | Chicago                                                               | Germania                                                              | 1 – 1                                                                 | Spagna                                                                | Mondiali 1994 - 1º turno                                              | -                                                                     |                                                                       |
| 27-6-1994                                                             | Chicago                                                               | Bolivia                                                               | 1 – 3                                                                 | Spagna                                                                | Mondiali 1994 - 1º turno                                              | -                                                                     | 46’                                                                   |
| 2-7-1994                                                              | Washington                                                            | Spagna                                                                | 3 – 0                                                                 | Svizzera                                                              | Mondiali 1994 - Ottavi di finale                                      | -                                                                     | 17’                                                                   |
| 9-7-1994                                                              | Boston                                                                | Italia                                                                | 2 – 1                                                                 | Spagna                                                                | Mondiali 1994 - Quarti di finale                                      | -                                                                     |                                                                       |
| 12-10-1994                                                            | Skopje                                                                | Macedonia                                                             | 0 – 2                                                                 | Spagna                                                                | Qual. Euro 1996                                                       | -                                                                     | 12’                                                                   |
| 16-11-1994                                                            | Siviglia                                                              | Spagna                                                                | 3 – 0                                                                 | Danimarca                                                             | Qual. Euro 1996                                                       | -                                                                     |                                                                       |
| 30-11-1994                                                            | Malaga                                                                | Spagna                                                                | 2 – 0                                                                 | Finlandia                                                             | Amichevole                                                            | -                                                                     | 18’                                                                   |
| 20-9-1995                                                             | Madrid                                                                | Spagna                                                                | 2 – 1                                                                 | Argentina                                                             | Amichevole                                                            | -                                                                     |                                                                       |
| 15-11-1995                                                            | Siviglia                                                              | Spagna                                                                | 3 – 0                                                                 | Macedonia                                                             | Qual. Euro 1996                                                       | -                                                                     | 46’                                                                   |
| 7-2-1996                                                              | Las Palmas                                                            | Spagna                                                                | 1 – 0                                                                 | Norvegia                                                              | Amichevole                                                            | -                                                                     | 46’                                                                   |
| 24-4-1996                                                             | Oslo                                                                  | Norvegia                                                              | 0 – 0                                                                 | Spagna                                                                | Amichevole                                                            | -                                                                     |                                                                       |
| 8-6-1997                                                              | Valladolid                                                            | Spagna                                                                | 1 – 0                                                                 | Rep. Ceca                                                             | Qual. Mondiali 1998                                                   | -                                                                     |                                                                       |
| 24-9-1997                                                             | Bratislava                                                            | Slovacchia                                                            | 1 – 2                                                                 | Spagna                                                                | Qual. Mondiali 1998                                                   | -                                                                     | 62’                                                                   |
| 11-10-1997                                                            | Gijón                                                                 | Spagna                                                                | 3 – 1                                                                 | Fær Øer                                                               | Qual. Mondiali 1998                                                   | -                                                                     | 80’                                                                   |
| 19-11-1997                                                            | Palma di Maiorca                                                      | Spagna                                                                | 1 – 1                                                                 | Romania                                                               | Amichevole                                                            | -                                                                     | 46’                                                                   |
| 25-3-1998                                                             | Vigo                                                                  | Spagna                                                                | 4 – 0                                                                 | Svezia                                                                | Amichevole                                                            | -                                                                     |                                                                       |
| 3-6-1998                                                              | Santander                                                             | Spagna                                                                | 4 – 1                                                                 | Irlanda del Nord                                                      | Amichevole                                                            | -                                                                     | 46’                                                                   |
| 13-6-1998                                                             | Nantes                                                                | Spagna                                                                | 2 – 3                                                                 | Nigeria                                                               | Mondiali 1998 - 1º turno                                              | -                                                                     | 46’                                                                   |
| 17-11-1999                                                            | Siviglia                                                              | Spagna                                                                | 0 – 2                                                                 | Argentina                                                             | Amichevole                                                            | -                                                                     |                                                                       |
| Totale                                                                |                                                                       | Presenze                                                              | 36                                                                    |                                                                       | Reti                                                                  | 0                                                                     |                                                                       |

## Palmarès

### Giocatore

#### Club

##### Competizioni nazionali
- Coppa di Spagna: 3

Barcellona: 1989-1990, 1996-1997, 1997-1998
- Campionato spagnolo: 5

Barcellona: 1990-91, 1991-92, 1992-93, 1993-94, 1997-98
- Supercoppa di Spagna: 4

Barcellona: 1991, 1992, 1994, 1996
- Coppa d'Inghilterra: 1

Chelsea: 1999-2000
- Charity Shield: 1

Chelsea: 2000

##### Competizioni internazionali
- Coppa dei Campioni: 1

Barcellona: 1991-1992
- Supercoppa UEFA: 3

Barcellona: 1992, 1997
Chelsea: 1998
- Coppa delle Coppe: 1

Barcellona: 1996-1997

#### Nazionale
- Oro olimpico: 1

Barcellona 1992